# Pomeroy (Ohio)
Pomeroy település az Amerikai Egyesült Államok Ohio államában, Meigs megyében, melynek megyeszékhelye is. Lakosainak száma 1573 fő (2020. április 1.).

## Népesség
A település népességének változása:

| 2010 | 1 852 |
| 2020 | 1 573 |